# Placide Poussielgue-Rusand
Placide Poussielgue-Rusand (1824-1889) est un orfèvre et bronzier parisien connu surtout pour ses objets liturgiques (calices, ciboires, patènes, ostensoirs...) et bronzes d'église (chandeliers d'autel, candélabres, lustres, lampes, croix d'autel et croix de procession, autel...).

## Biographie

### Famille
La famille Poussielgue est installée à La Valette (Malte), depuis le milieu du XVIIe siècle. Le grand-père de l’orfèvre, Mathieu Poussielgue, s’installa en France en 1800. 
Jean-Baptiste Poussielgue, père de l’orfèvre se fera appeler Poussielgue-Rusand après avoir épousé en premières noces, le 2 juin 1823, Marguerite Rusand († 1833), une des filles de l’imprimeur lyonnais Mathieu-Placide Rusand (1768-1839). Deux ans plus tard, son beau-père lui confia la gestion d’une succursale de son imprimerie à Paris, initialement établie au 3, rue de l'Abbaye puis, en 1828, au 8, rue du Pot-de-Fer-Saint-Sulpice (actuelle rue Bonaparte), près de l'atelier de l'orfèvre Louis-Isidore Choiselat (1784-1853)
Au décès de sa première épouse en 1833, Jean-Baptiste Poussielgue-Rusand céda l’entreprise familiale à son frère Ange Poussielgue. Ayant obtenu un brevet de libraire, le 7 octobre 1833, il fonda une « Librairie ecclésiastique et classique », 9 rue Hautefeuille où étaient également mis en vente des objets d'orfèvrerie religieuse.

### Carrière professionnelle
Placide Poussielgue-Rusand se fit orfèvre. Il reprit en 1849 la maison Choiselat-Gallien. Son sens du commerce lui permit d'organiser de façon industrielle sa production d'objets modulables, vendus sur catalogue. En 1862, son entreprise employait 250 ouvriers.
Vers 1870, il forme Émile-Dominique Evellin, orfèvre breton.
Reconnus par ses pairs, il obtint des prix aux expositions universelles de 1851 à 1878. Il présida le jury de l'orfèvrerie en 1889.

### Postérité de l'entreprise
À la mort de Placide Poussielgue-Rusand, en 1889, l'entreprise prit le nom de Maison Poussielgue-Rusand Fils, dirigée par son fils, Maurice Poussielgue-Rusand (1861-1933), puis son petit-fils, Jean-Marie Poussielgue-Rusand (1895-1967) qui mit fin à l'activité de l'entreprise en 1963. Il[Qui ?] a pour neveu le graveur Daniel Mordant.

## Œuvres principales
Créateur de mobilier et d'objets liturgiques, il a notamment réalisé :  
- Albi : cathédrale Sainte-Cécile d'Albi,
  - reliquaire de Sainte-Cécile[10] ;
- Amiens : 
  - cathédrale Notre-Dame :
    - autel en bronze de la chapelle du Sacré-Cœur,
    - reliquaire du chef de saint Jean-Baptiste,

  - église Saint-Rémi : reliquaire de la Sainte Larme de Selincourt
- Argenteuil (Val-d'Oise) : basilique Saint-Denys d'Argenteuil, 
  - châsse néo-gothique de la Sainte-Tunique d'Argenteuil , châsse (1827) néo-gothique dorée et émaillée[11]
- Avoise (Sarthe) : château de Pescheseul, 
  - maître-autel de la chapelle Saint-Hubert, exposé lors de l'exposition universelle de 1878.
- Cahors : cathédrale Saint-Étienne de Cahors, 
  - reliquaire de la Sainte Coiffe
- Chartres : cathédrale Notre-Dame : 
  - reliquaire du voile de la Vierge (1876) ;
- Dol-de-Bretagne : cathédrale Saint-Samson : 
  - maître-autel (1877), démonté en novembre 2019, en attente de restauration[12].
- Laon : cathédrale Notre-Dame, 
  - nombreux objets conservés par le trésor.
- Lyon : église Saint-Martin d'Ainay[13]
  - maître-autel
  - couronne de lumières (vers 1860) sur les dessins de Charles-Auguste Questel (inscription) ;
- Paris : 
  - cathédrale Notre-Dame :
    - reliquaire de la Couronne d'Épines de 1862 pour le trésor ;
    - reliquaire du clou et du bois de la croix de Jésus de Nazareth ;
    - couronne de lumières (vers 1865) sur les dessins de Viollet-le-Duc  ;
    - grand lutrin ;
    - grand ostensoir et son thabor (1867) d 'après Viollet-le-Duc ;

  - église de la Sainte-Trinité de Paris : maître-autel ;

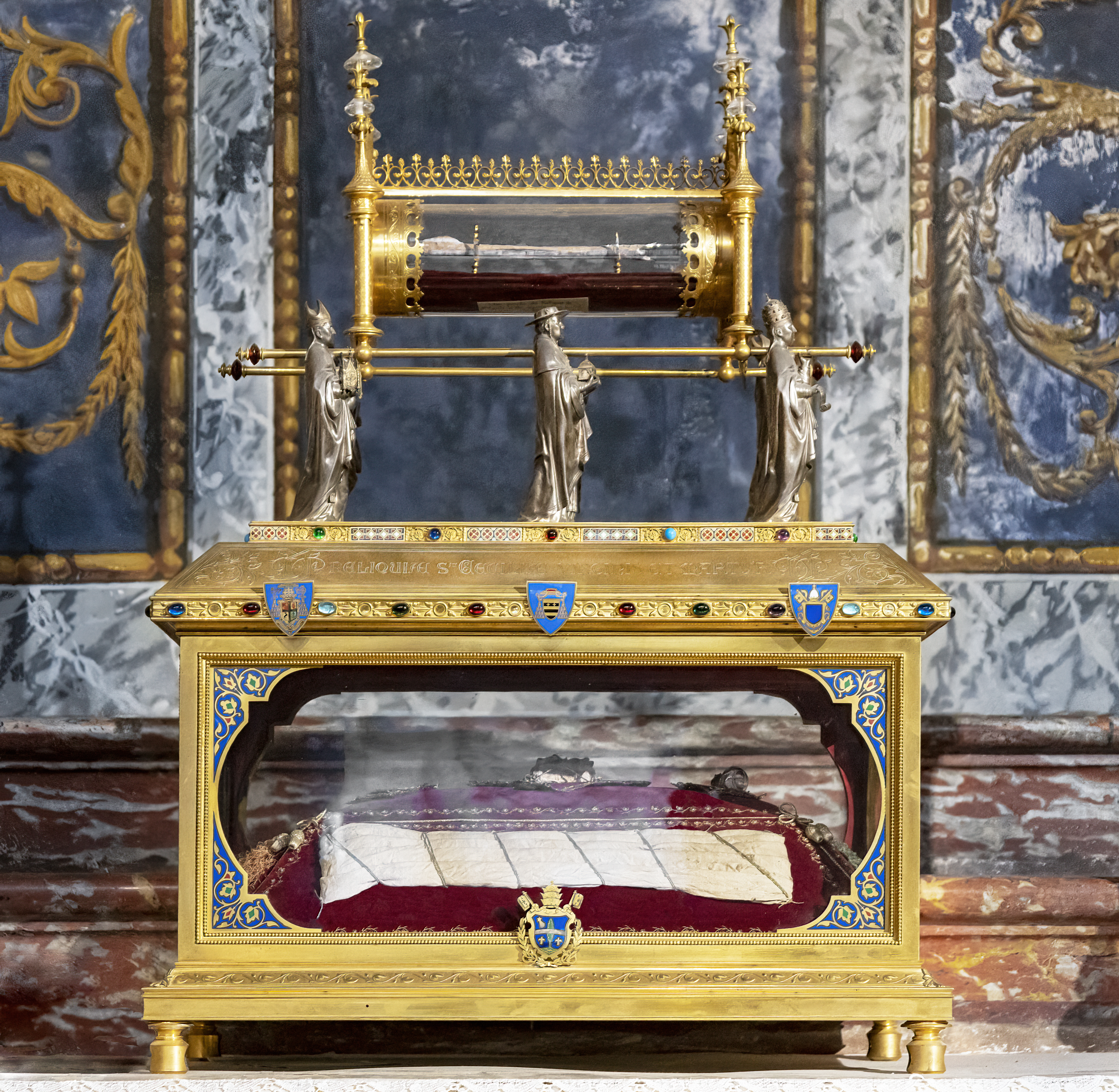
Cathédrale Sainte-Cécile d'Albi - Reliques de Sainte-Cécile
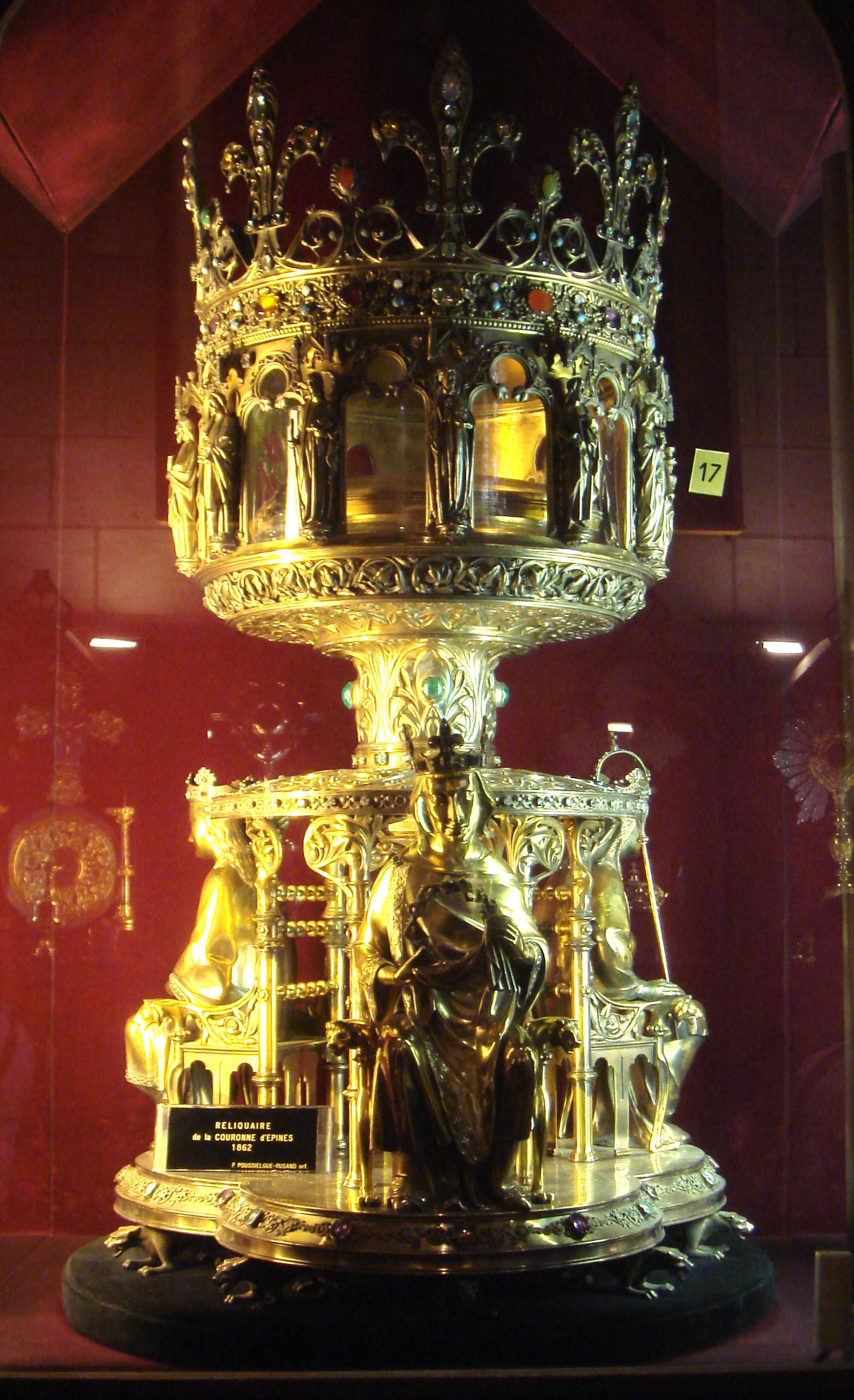
Reliquaire de la Couronne d'Épines, Cathédrale Notre-Dame de Paris.
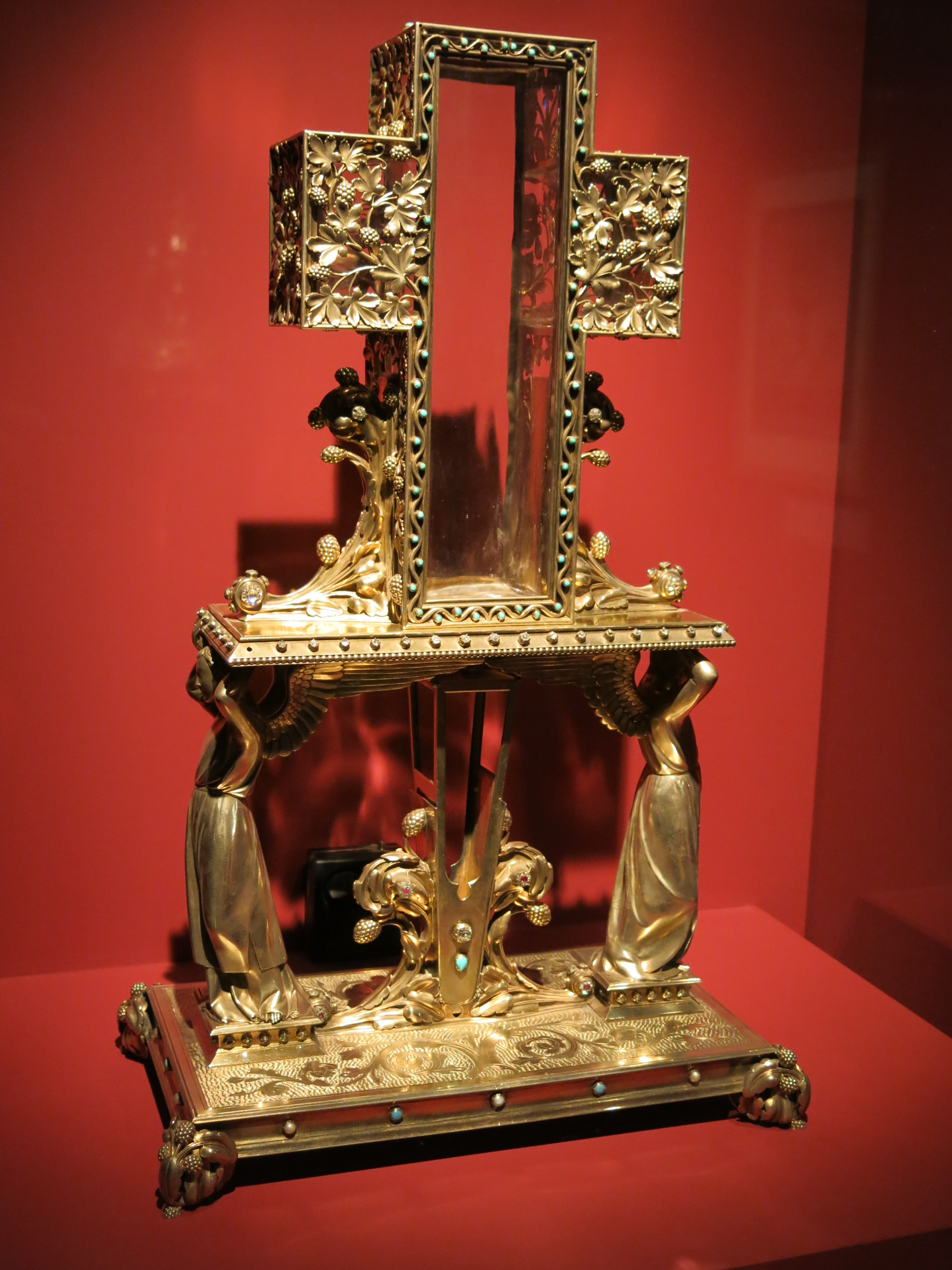
Reliquaire du clou et du bois de la croix de Jésus de Nazareth, Cathédrale Notre-Dame de Paris.
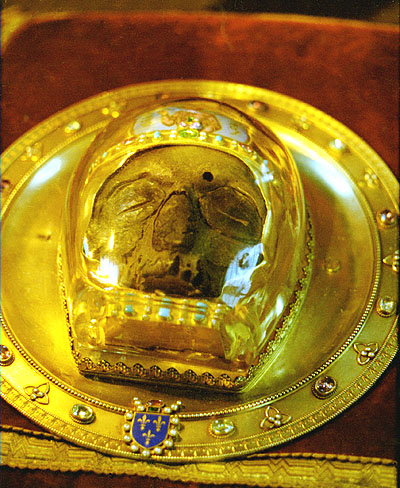
Le chef de Jean le Baptiste Cathédrale Notre-Dame d'Amiens.
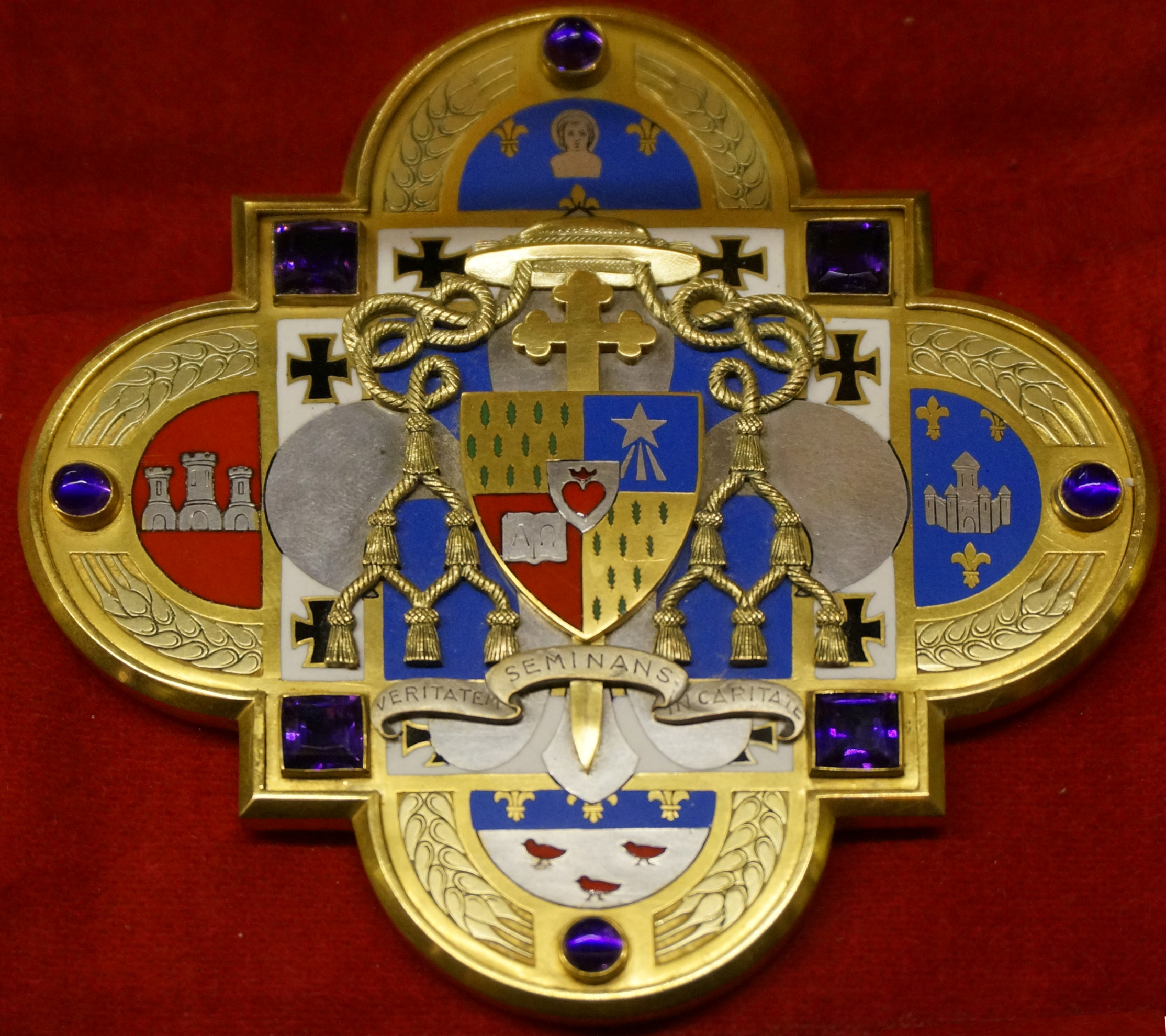
Fermail de chape, cathédrale Notre-Dame de Laon.
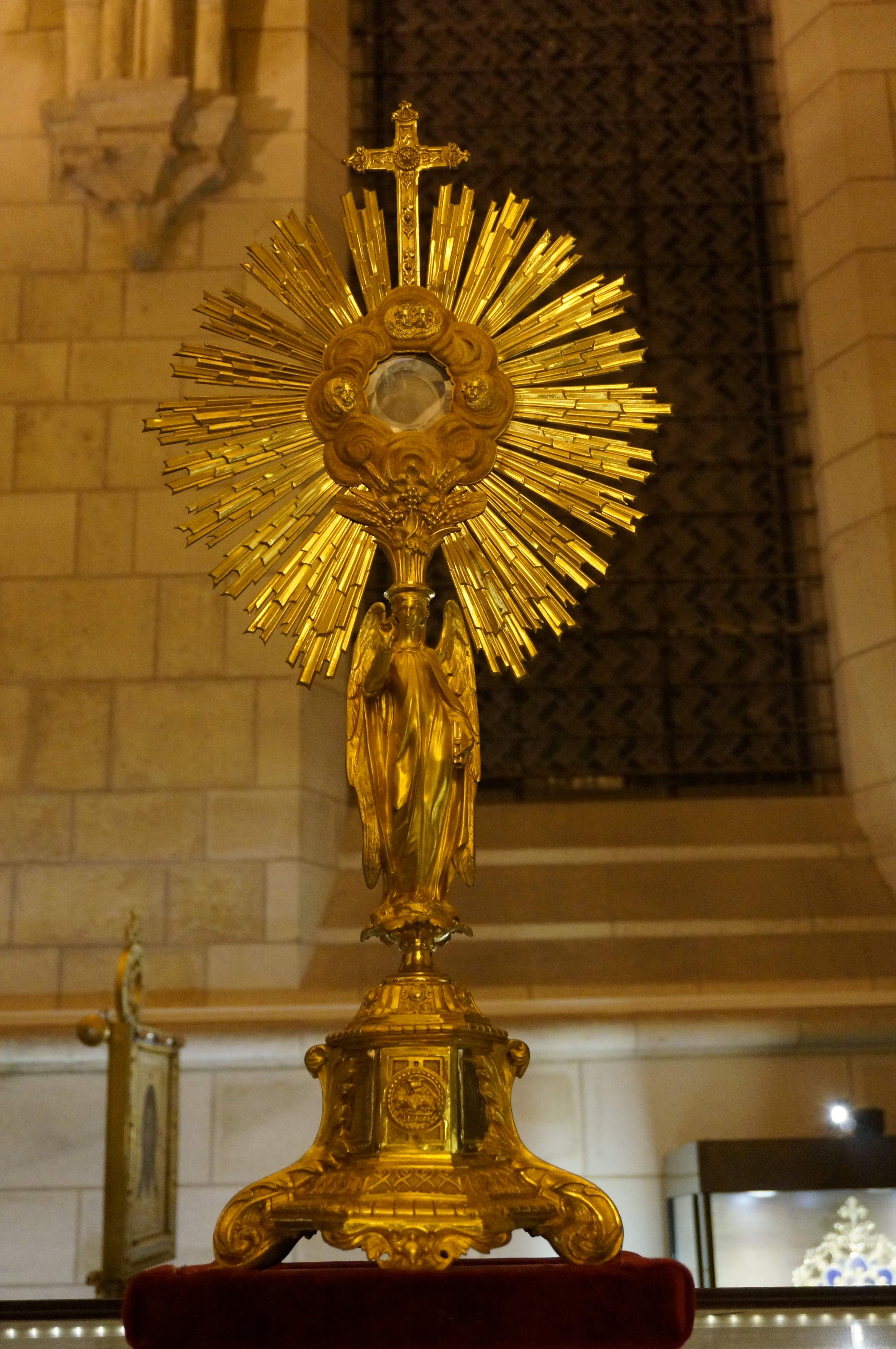
Ostensoir soleil, cathédrale Notre-Dame de Laon.
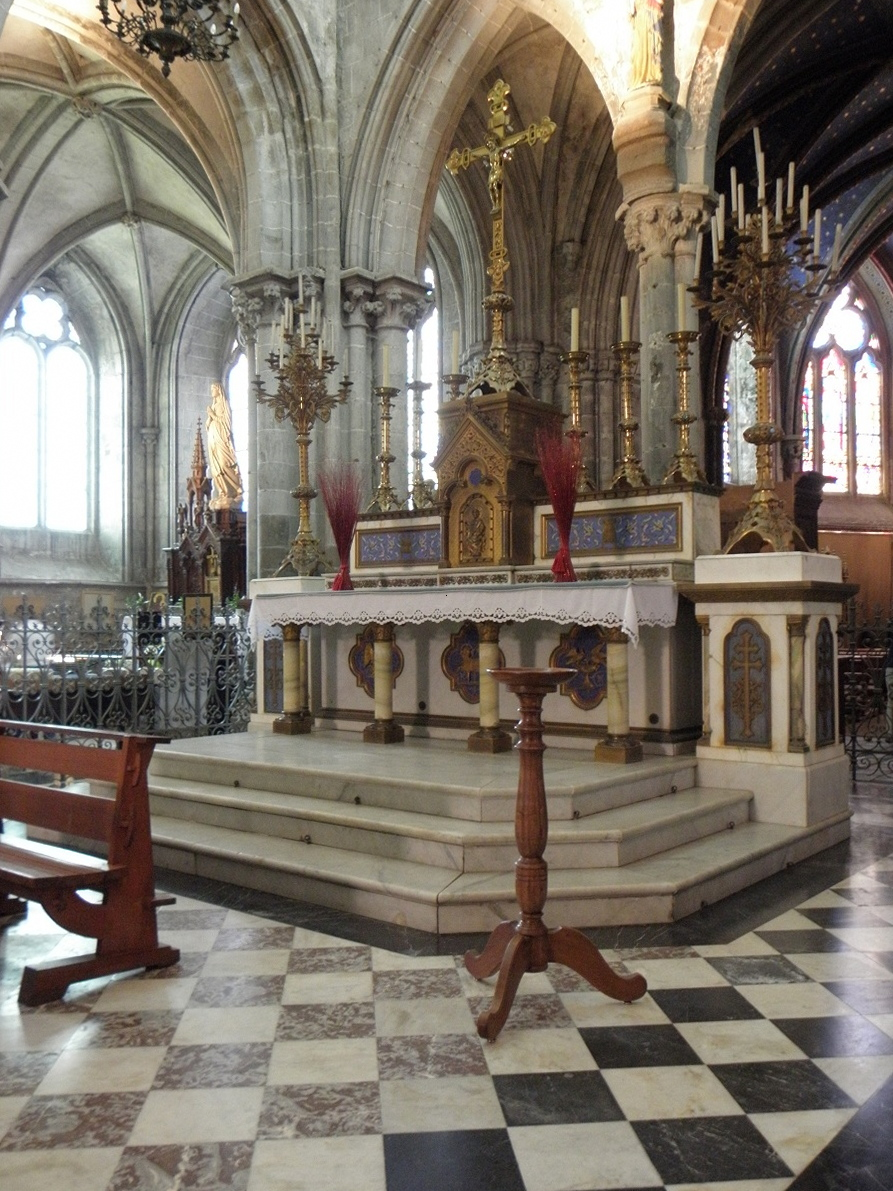
Maître-autel de la cathédrale Saint-Samson de Dol-de-Bretagne.
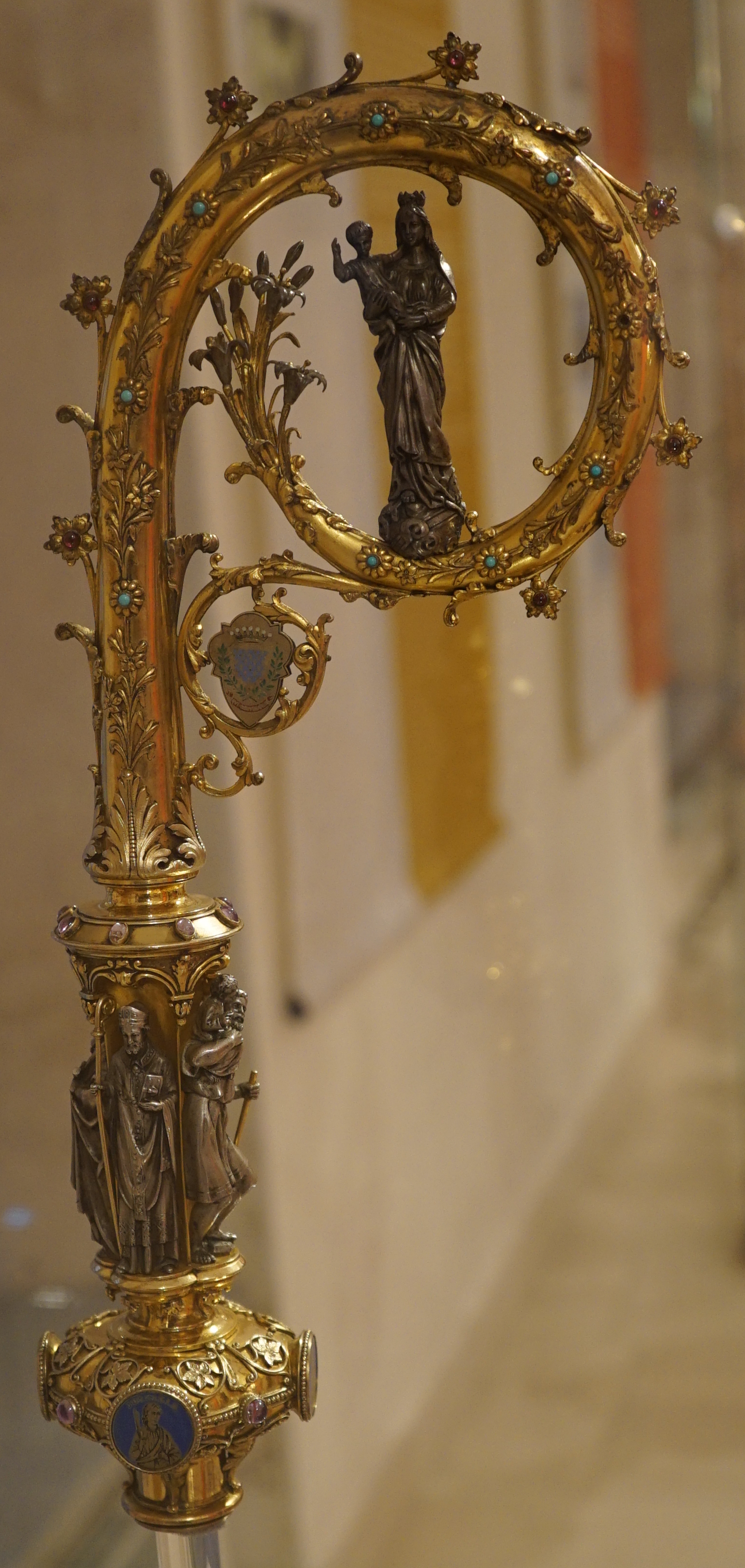
Crosse pastorale, musée de Saint-Mihiel.

## Distinction
- De son vivant il reçut le titre de « Fabricant de Notre saint Père le Pape ».
- Il fut officier de la Légion d'honneur.

#### Généralités (par ordre chronologique)
- Catherine Arminjon, Bernard Berthod, Guy Le Goff, Francis Muel et Antoine Ruais, L'Anjou religieux et les orfèvres du XIXe siècle, Inventaire général Pays de la Loire, 1983, 189 p., p. 37-38Catalogue éponyme de l'exposition présentée au Musée des beaux-arts d'Angers

- Thierry Zimmer, Catherine Arminjon, Gérard Picaud et Bernard Berthod, Pierres et Ors : Trésor liturgique de la cathédrale de Moulins, Editions du Signe, coll. « Allier, terre de vie », 1994, 128 p. (ISBN 2-908938-12 X), « Mgr de Dreux-Brézé et le mouvement néo-gothique », p. 37-54

- Renaud Benoît-Cattin, Geneviève Bresc-Bautier, Stéphanie Deschamps, Catherine Guillot, Philippe Hertel, John Steyaert, Marie-Hélène Tesnière, Marc Verdure et Patrick Wintrebert, De l'invisible au visible : Trésors sacrés du littoral du Pas-de-Calais, Paris, Somogy éditions d'art, 2009, 200 p. (ISBN 978-2-7572-0255-5), p. 76-79, 86-87Catalogue éponyme de l'exposition organisée au château-musée de Boulogne-sur-Mer du 31 janvier 2009 au 18 mai 2009.

- Bernard Berthod, Elisabeth Hardouin-Fugier, Gaël Favier, Illustrations de Camille Déprez, Dictionnaire des arts liturgiques, Frémur éditions, 2015  (ISBN 979-10-92137-05-7), (OCLC 936568596)
- Bernard Berthod, Thibault Bruneau, Gaël Favier, Simon Guinebaud, Christine Jablonski et Sophie Vergne (préf. Catherine Arminjon), Trésors dinannais : Dinan et l'orfèvrerie religieuse au XIXème siècle, Editions Ville de Dinan, 2016, 174 p. (ISBN 978-2-9531894-2-1)

- Eléonore Buffler, Alexandre Jury, Danièle Nutz, Damien Parmentier, Raphaël Tassin et Julien Thalmann, Fastes et trésors de l'église cathédrale de Saint-Dié (1777-2017), Saint-Dié, Bibliothèque patrimoniale du diocèse de Saint-Dié, 2017, 111 p., p. 80-81Catalogue éponyme de l'exposition au Musée Pierre-Noël de Saint-Dié du 17 juin au 17 septembre 2017

- Association diocésaine de la Guadeloupe (dir.), Julie Carton, Aurore Mondain, Yolande Vragar, Pierre Coquelet et Séverine Laborie, Le Trésor de la Guadeloupe : Orfèvrerie et paramentique, Bordeaux, Editions Hervé Chopin, 2022, 127 p. (ISBN 9782357205802), p. 76-81
- Gaël Favier et Martin Bressani, Viollet-le-Duc, trésors d'exception, Canens, Editions In Extenso Art & Culture, 2023, 109 p. (ISBN 978-2-38524-010-3)
- Jannic Durand (dir.), Anne Dion-Tenenbaum (dir.), Michèle Bimbenet-Privat (dir.), Florian Meunier (dir.) et Lydie Bennet, Le trésor de Notre-Dame de Paris : Des origines à Viollet-Le-Duc, Paris, Hazan & Louvre Editions, 2023, 332 p. (ISBN 978 2 7541 1352 6), « Un pillage à l'origine d'une renaissance »Catalogue éponyme de l'exposition présentée à Paris, au Musée du Louvre, du 19 octobre 2023 au 29 janvier 2024

#### Catalogues et albums commerciaux (par ordre chronologique)
- Catalogue des bronzes pour les églises et des vases sacrés de Choiselat-Gallien et de Poussielgue-Rusand : Fabricant de N. S. P. Le Pape, 1846 (lire en ligne)Il contient les œuvres de la maison Choiselat-Gallien que Placide Poussielgue-Rusand a repris.

- Album de modèles dessinés par le P. Arthur Martin, 1853 (lire en ligne)Il est composé des œuvres du Père Arthur Martin de style néogothique

- Catalogue général, 1896 (lire en ligne)Très complet, il contient un grand nombre d'objets de différents styles dont certains sont issus des fonds de la maison Choiselat-Gallien et de la Maison Bachelet. Certaines œuvres sont signées Eugène Viollet-Le-Duc, Arthur Martin, Abadie, Duthoit, Daumet... Au début, se trouve une "nomenclature de quelques pièces d'orfèvrerie et de bronzes" qui reprend la liste des bâtiments prestigieux contenant des œuvres réalisées par la maison Poussielgue-Rusand..